# Micheline Golengo
Micheline Golengo (13 de setembro de 1940 - 13 de fevereiro de 2009) foi uma política congolesa. Em 1963, ela fez parte do primeiro grupo de três mulheres eleitas para a Assembleia Nacional ao lado de Pierrette Kombo e Mambou Aimée Gnali.

## Biografia
Golengo nasceu em Brazzaville em 1940. Inicialmente professora de escola primária, ela entrou no serviço diplomático em 1960. Ela e a sua irmã Victoire foram as duas primeiras mulheres paraquedistas congolesas.
Golengo ingressou no Movimento Nacional da Revolução (MNR) e foi candidata do partido nas eleições parlamentares de 1963. Sem nenhuma oposição disputando as eleições, ela foi eleita para a Assembleia Nacional pelo eleitorado de Brazzaville, tornando-se uma do primeiro grupo de três mulheres a entrar no parlamento. Depois de ingressar no Partido do Trabalho Congolês, o sucessor do MNR, ela mais tarde serviu como senadora para Cuvette-Ouest.
Ela morreu em Choisy-le-Roi, na França, em fevereiro de 2009.